# تیروپانوئیک اسید
تیروپانوئیک اسید (به انگلیسی: Tyropanoic acid) با فرمول شیمیایی C۱۵H۱۸I۳NO۳ یک ترکیب شیمیایی با شناسه پاب‌کم ۵۶۱۱ است. که جرم مولی آن ۶۴۱٫۰۲ g/mol می‌باشد. 